# Erro de arredondamento
Um erro de arredondamento é a diferença entre a aproximação calculada de um número e o seu valor matemático exato. Surge devido ao fato de algumas propriedades básicas da aritmética real não valerem quando executadas no computador, pois, enquanto na matemática alguns números são representados por infinitos dígitos, na máquina isso não é possível. A análise numérica tenta especificamente estimá-lo quando usa equações de aproximação e/ou algoritmos, especialmente quando usa dígitos finitos para representar dígitos infinitos de números reais. Os erros de arredondamento dependem da base em que são escritos os números e a quantidade máxima de dígitos, e a representação, por sua vez. Os erros de arredondamento também podem ser decorrentes de simplificações, muitas vezes necessárias para que alguns fenômeno que estivermos observando possam ser representados por um modelo matemático.

## Origens de erros de arredondamento
Modelos matemáticos em geral, sejam estes, de álgebra linear e não-linear, estatística, análise de dados, cálculo diferencial e integral, podem apresentar diversos tipos de erros de arredondamento, os mais comuns são:
• Erros de precisão nas medições: determinado pelos instrumentos utilizados e pelas condições de medição;
• Erros de simplificação na modelação: resultado de fatores menos relevantes quando desconsiderados de forma proposital no equacionamento do problema, como por exemplo, resistência do ar ou velocidade do vento;
• Erros acumulados no processo de cálculo: em determinados algoritmos, os erros propagam-se, gerando um erro de maior ordem no resultado;
• Erros de truncamento: ocorrem quando aproximamos um procedimento formado por uma sequência infinita de passos através de um outro procedimento finito. Por exemplo, a definição de integral é dada por uma soma infinita e, pode ser aproximada por um soma finita;
• Erros de arredondamento: são originados pela representação dos números reais utilizando-se apenas um número finito de casas decimais (truncamento ou arredondamento);
• Erros devido à mudança de base: a maioria dos equipamentos eletrônicos representam os valores numéricos no sistema binário. Assim, quando os dados numéricos presentes nos modelos matemáticos são lidos, estes são transformados em outra base de representação. Esta transformação pode ser acometida de erros, em razão da limitação da representação do equipamento eletrônico que estamos utilizando para o processamento dos dados numéricos. 

## Exemplo
| Notação | Valor exato               | Aproximação       | Erro                      |
| ------- | ------------------------- | ----------------- | ------------------------- |
| 1/7     | 0,1428571429              | 0,142857          | 1,429−7                   |
| 2/9     | 0,22222222222             | 0,222222          | 0,00000022222             |
| π       | 3,14159265358979323846... | 3,141592653589793 | 0,00000000000000023846... |

## Técnicas de arredondamento
A maioria dos números têm representações decimais infinitas, que eventualmente devem ser arredondadas. Quando utilizamos um equipamento eletrônico para processar uma determinada operação aritmética, se o número obtido não é representável exatamente, o mesmo será representado do forma aproximada.
Há duas maneiras de estabelecer o limite para o último dígito:
- Truncamento: simplesmente ignorar os restantes dígitos a partir de um determinado ponto.

Exemplo: 0,1428571429 ≈ 0,14285
- Arredondamento: se a máquina trabalha com d algarismos significativos para a mantissa de um número, então analisa-se o algarismo de ordem d + 1. Se este for maior ou igual que a metade da base (d + 1 ≥ 5, se a base for 10), soma-se uma unidade ao algarismo de ordem d; caso contrário (d + 1 < 5, se a base for 10), o algarismo de ordem d permanece inalterado.

Exemplo: 0,1428571429 ≈ 0,14286
Exemplo: 0,1428571429 ≈ 0,14285714
Nota: O dígito onde o arredondamento deve parar fica a critério de quem está a fazer o cálculo. A perda da precisão decorrente do arredondamento pode muita vezes ser evitado fazendo-se uma reformulação do problema.